# Flórián Albert
Pour les articles homonymes, voir Albert.

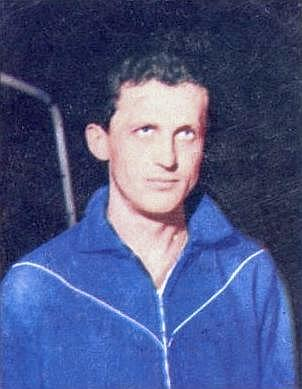
Flórián Albert en 1966.

Flórián Albert, né le 15 septembre 1941 à Hercegszántó (Hongrie) et mort le 31 octobre 2011 à Budapest (Hongrie), est un footballeur hongrois. Surnommé « Császár » (littéralement, « L'Empereur »,), il évoluait au poste d'attaquant et a été décrit comme l'un des footballeurs les plus élégants de tous les temps.
En 1967, il remporte le Ballon d'or récompensant le meilleur footballeur européen.

## Biographie

### Le joueur
Le 2 novembre 1958, après six ans de présence dans l'école de football du Ferencváros TC, il débute en équipe première lors d'un match de championnat (3-1) contre Diosgyor.
Le 28 juin 1959, à dix-huit ans il fête sa première cape en équipe hongroise contre la Suède (victoire 3-2), alors qu'il n'a joué que deux matchs avec le Ferencváros.
Le 6 septembre 1960, malgré ses six buts lors des trois matchs de la phase éliminatoire (dont une victoire 7-0 contre la France), la Hongrie est éliminée (0-2) par le Danemark en demi-finale des Jeux olympiques de Rome. Elle accrochera la médaille de bronze lors du match de classement (2-1) face à l'Italie.
En juin 1962, il participe à sa première Coupe du monde, au Chili. La Hongrie est éliminée le 10 juin, en quarts de finale par la Tchécoslovaquie, sur le score de 1-0. Flórián pour sa part termine meilleur buteur de la compétition, avec quatre réalisations, à égalité avec cinq autres joueurs.
En juin 1963, il se marie avec l'actrice Bársony Irén. La cérémonie provoquera un embouteillage monstrueux dans Budapest.
Le 25 avril 1964, il inscrit le premier des trois buts de la victoire (3-1) contre la France, à Colombes, en quarts de finale aller de la Coupe d'Europe des nations. Lors de la phase finale en Espagne la Hongrie obtient la troisième place.
Un an plus tard, le 23 juin 1965, il remporte la Coupe des villes de foires (aujourd'hui Coupe UEFA), avec Ferencváros contre la Juventus (1-0) au Stadio Comunale de Turin.
Le 15 juillet 1966, au Goodison Park de Liverpool, il contribue à l'élimination (3-1) du Brésil dès le premier tour de la Coupe du monde. Il est à l'origine des trois buts hongrois, en particulier du dernier où il hérite au milieu du terrain, dribble l'un après l'autre trois Brésiliens, avant de servir sur un plateau Ferenc Bene dont le centre sera repris victorieusement par János Farkas. La sélection hongroise sera éliminée en quart de finale (1-2) par l'U.R.S.S.
Le 12 décembre 1967, il devient papa pour la deuxième et dernière fois d'un petit Flórián. Il recevra son Ballon d'or quelques jours plus tard. L'année suivante, le 6 novembre 1968, il marque l'unique but de la sélection de FIFA contre le Brésil au Stade Maracanã de Rio. Les dirigeants de plusieurs clubs cariocas veulent aussitôt l'engager, dont celui de Flamengo, qui l'invite à venir s'entraîner 15 jours avec l'équipe, ce qu'il accepte. Mais Flórián restera toujours fidèle au Ferencváros.
Le 15 juin 1969, sa carrière subit un coup d'arrêt quasi définitif lors d'un choc avec le gardien danois Engedahl en éliminatoires de la Coupe de monde. La Hongrie s'incline à Copenhague (2-3) et Flórián mettra un an à se remettre de sa fracture de la jambe.
Le 17 mars 1974, il fête sa 75e et dernière cape en équipe nationale hongroise, devant 15 000 spectateurs, la Hongrie domine la Yougoslavie (3-2). En 75 sélections Flórián Albert aura inscrit 31 buts. Un peu plus d'an plus tard, il foule pour la dernière fois la pelouse du stade de Ferencváros rénové à l'occasion de son jubilé contre l'équipe yougoslave de Vojvodina.

### L'entraîneur
Il file ensuite en Libye. À Benghazi, il connait sa seule véritable expérience de technicien hors de Ferencváros, son club de toujours, où il revient au bout d'un an comme responsable de l'équipe junior. Il retournera un peu plus tard à Benghazi, mais ne s'y éternise pas en raison de la dégradation de la situation politique et économique.
En mars 1989, l'arrivée de István Debreczeny à la tête de Ferencváros lui assure le poste de vice-président du club dont il a été évincé quelques semaines plus tôt. Durant la trêve hivernale, les dirigeants ont mis fin au trio d’entraîneurs que formaient Flórián Albert, Rákosi et Szücs. Albert devient ensuite responsable de la formation des jeunes.

### Décès
Le 31 octobre 2011, il meurt à l'âge de 70 ans à la suite d'un pontage coronarien. Il repose au cimetière d'Óbuda.

## Palmarès

### En club
- Vainqueur de la Coupe d'Europe des villes de foires : 1965 (Ferencváros TC).
- Champion de Hongrie : 1963, 1964 et 1968 (Ferencváros TC).
- Vainqueur de la Coupe de Hongrie : 1958, 1972 et 1974 (Ferencváros TC).

### En équipe nationale
- Troisième du Championnat d'Europe de 1964.
- Médaille de bronze lors des  Jeux olympiques de Rome de 1960.

### Distinctions personnelles
- Ballon d'or : 1967
- Meilleur buteur de l'histoire de Ferencvàros avec 595 buts.
- Joueur le plus capé de l'histoire de Ferencvàros avec 643 matchs.
- Meilleur buteur du Championnat de Hongrie : 1960 (27 buts), 1961 (21 buts) et 1965 (27 buts).
- Meilleur jeune joueur de la Coupe du monde 1962.
- Meilleur buteur de la Coupe du monde 1962 (4 buts, en 270 minutes).
- Meilleur buteur de la Ligue des champions 1965-1966 avec 7 buts.
- 75 sélections pour 32 buts avec la Hongrie.